# Elezioni parlamentari in Estonia del 1926
Le elezioni parlamentari in Estonia del 1926 si tennero dal 15 al 17 maggio per il rinnovo del Riigikogu.

## Risultati
| Liste                                    | Voti    | %     | Seggi |
| ---------------------------------------- | ------- | ----- | ----- |
| Partito Socialista Estone dei Lavoratori | 119 914 | 22,91 | 24    |
| Assemblee dei Contadini                  | 111 960 | 21,39 | 23    |
| Partito dei Coloni                       | 70 702  | 13,51 | 14    |
| Partito Estone del Lavoro                | 64 648  | 12,35 | 13    |
| Partito Popolare Estone                  | 38 824  | 7,42  | 8     |
| Partito Estone dei Lavoratori            | 30 339  | 5,80  | 6     |
| Partito Popolare Cristiano               | 28 133  | 5,37  | 5     |
| Popolo Russo Unito                       | 17 474  | 3,34  | 3     |
| Partito Germano-Baltico                  | 13 278  | 2,54  | 2     |
| Unione dei Proprietari di Abitazioni     | 12 355  | 2,36  | 2     |
| Unione degli Inquilini                   | 6 692   | 1,28  | –     |
| Partito Liberale Nazionale               | 4 854   | 0,93  | –     |
| Unione dei Lavoratori                    | 3 704   | 0,71  | –     |
| Unione dei Contadini                     | 603     | 0,12  | –     |
| Totale                                   | 523 480 | 100   | 100   |

Dati affluenza
- Elettori votanti: 701.769 (Esclusi i militari);
- Affluenza alle urne: 514.595 (73,3%), (+ 12.306 tra i militari);
- Voti non validi: 3.421 (compreso i militari); 0,6%
- Voti validi: 523.480; 99,4% (compreso i militari)